# Eduard Robert Flegel
Eduard Robert Flegel, nemški raziskovalec, * 13. oktober 1855, Vilna, Litva, † 11. september 1886, Brass, Nigerija
Kot prvi Evropejec je dosegel izvir reke Benue, najdaljšega pritoka reke Niger in pomembne rečne prometne poti. Ob njegovi drugi odpravi v Afriko leta 1885 ga je nemška kolonialna družba pooblastila naj zagotovi nemški trgovski vpliv v porečjih Nigra in Benue. Pri napredovanju je imel težave zaradi nizkega vodostaja reke, naposled pa so ga pri pogajanjih z domačini prehiteli Britanci.
Umrl je v Nigeriji med povratkom v Nemčijo leta 1886.